# Mossin-Nagant
El Mossin-Nagant (en rus: винтовка Мосина, vnitovka Móssina) és un fusell militar accionat per forrellat, amb carregador de cinc bales. Fou utilitzat per les forces armades de la Rússia imperial i més tard per la Unió Soviètica i altres estats del bloc soviètic. Fou el primer a utilitzar la munició de 7,62 x 54 R. Estigué en servei des de 1891 fins a 1960 en molts estats de l'Europa centroriental, i passà a fusell de franctirador fins que finalment fou reemplaçat en aquesta darrera funció pel Dragunov. El Mossin-Nagant encara es pot trobar com a arma de servei en molts exèrcits moderns i en conflictes armats, a causa de la seva gran resistència i ampli subministrament. Produït en massa durant la Segona Guerra Mundial, també es pot comprar en moltes armeries, totalment funcional o inutilitzat, per un preu molt baix. El Mossin-Nagant fou modificat en diverses ocasions i s'emprà com a fusell d'entrenament durant les dècades de 1960 i 1970. Molts d'aquests fusells van ser produïts de manera local després de la guerra.

## Història
A causa de les experiències durant la Guerra russo-turca (1877–1878), en què les tropes russes anaven armades amb fusells monotir Berdan, Carl i Krnkà, en contra dels turcs amb fusells de repetició Winchester, l'Administració Principal Russa d'Artilleria començà a produir una arma alimentada per un carregador d'uns quants trets durant el 1882. Sense poder modificar adequadament el Berdan, per tal de solucionar els problemes es formà una Comissió Especial per a realitzar proves amb fusells de carregador: dissenys com el Mauser, el Lee-Metford i el Lebel. Un jove capità, Serguei Ivànovitx Mossin, presentà el seu fusell de tres línies russes (7,62mm) el 1889, juntament amb el disseny del belga Léon Nagant. En concloure les proves, totes les unitats russes indicaren la preferència pel disseny de Nagant, i la Comissió votà 14 a 10 a favor seu. Tot i així, alguns individus amb influència apostaren pel disseny nacional; així doncs, el fusell Mossin utilitzaria l'alimentació del fusell Nagant.
La producció començà l'any 1892 a les factories d'artilleria de Tula, Ijevsk i Sestrorietsk. A causa de la limitada capacitat productiva de les instal·lacions, es realitzà una petició de 500.000 fusells a la companyia francesa Manufacture nationale d'armes de Châtelleraut. En el moment de la Guerra russojaponesa, en 1904, s'havien lliurat uns 3.800.000 exemplars de Mossin-Nagant. Entre 1891 i 1910 es crearen variants i modificacions en els fusells ja existents, incloent-hi canvi de mira, forrellat reforçat, eliminació d'acer rere la guarda del gallet, canvis al canó, reemplaçament del sistema de portafusell, i afegitó d'un guardamà. Amb l'entrada de Rússia a la Primera Guerra Mundial, la producció fou restringida als models M1891 dragó i infantaria, per motius de simplicitat. A causa de les mancances i retards de la indústria nacional, el govern rus realitzà una demanda d'1,5 milions de fusells d'infanteria M1891 a Remington Arms i d'uns altres 1,8 milions a New England Westinghouse. Grans quantitats de Mossin-Nagant foren capturats per les forces d'Alemanya. Moltes armes austríaques foren venudes a Finlàndia en la dècada de 1920. També fou molt usat per països independitzats de Rússia; per exemple, fou el fusell reglamentari de l'exèrcit estonià d'entreguerres.
Durant la Guerra Civil Russa les versions d'infanteria i de dragó estaven en producció, encara que en quantitats molt reduïdes.
Després de la victòria comunista, es creà un comitè per a la modernització del fusell, que ja portava trenta anys en servei. En resultà la versió millorada 1891/30, basada en el disseny original per a dragó. Abans de 1945 s'havien produït 17.475.000 fusells M1891/30. L'any 1932 el Mossin-Nagant fou adaptat com a arma de franctirador seleccionant els millors de cada sèrie, afegint una mira telescòpica i canviant l'orientació de la maneta del forrellat, èssent lliurat als franctiradors soviètics durant la Segona Guerra Mundial. Serví amb molta eficiència a la batalla de Stalingrad, on augmentà encara més la seva fama juntament amb Vassili Zàitsev, que va abatre més de cent nazis tot sol. Entre les qualitats del Mossin-Nagant destacaven la resistència, fiabilitat, precisió i bon manteniment. En els anys posteriors a la Segona Guerra mundial, l'URSS deixà de produir-ne, i el retirà del servei actiu en favor dels fusells semiautomàtics SVT i, finalment, dels fusells d'assalt AK. Tot i així, continuarien essent utilitzats durant molts anys.